# 五马场哈萨克族乡
五马场哈萨克族乡（維吾爾語：ۋۇماچاڭ قازاق يېزىسى‎）是中华人民共和国新疆维吾尔自治区昌吉回族自治州奇台县下辖的一个民族乡。

## 行政区划
五马场哈萨克族乡下辖以下村级行政区划单位：
沙梁子村、团结村、青海村、东河村、半截泉村、铁买克布拉克村和阿哈什乎拉拉克村。